# Philipp Joachim von Prassberg

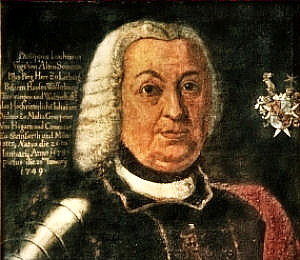
Großprior Philipp Joachim von Prassberg 1754

Philipp Joachim von Prassberg (* 26. Januar 1679 in Markdorf; † 10. Dezember 1754 in Überlingen) war 1754 für kurze Zeit Großprior des deutschen Malteserordens und damit als Inhaber der Herrschaft Heitersheim Reichsfürst.

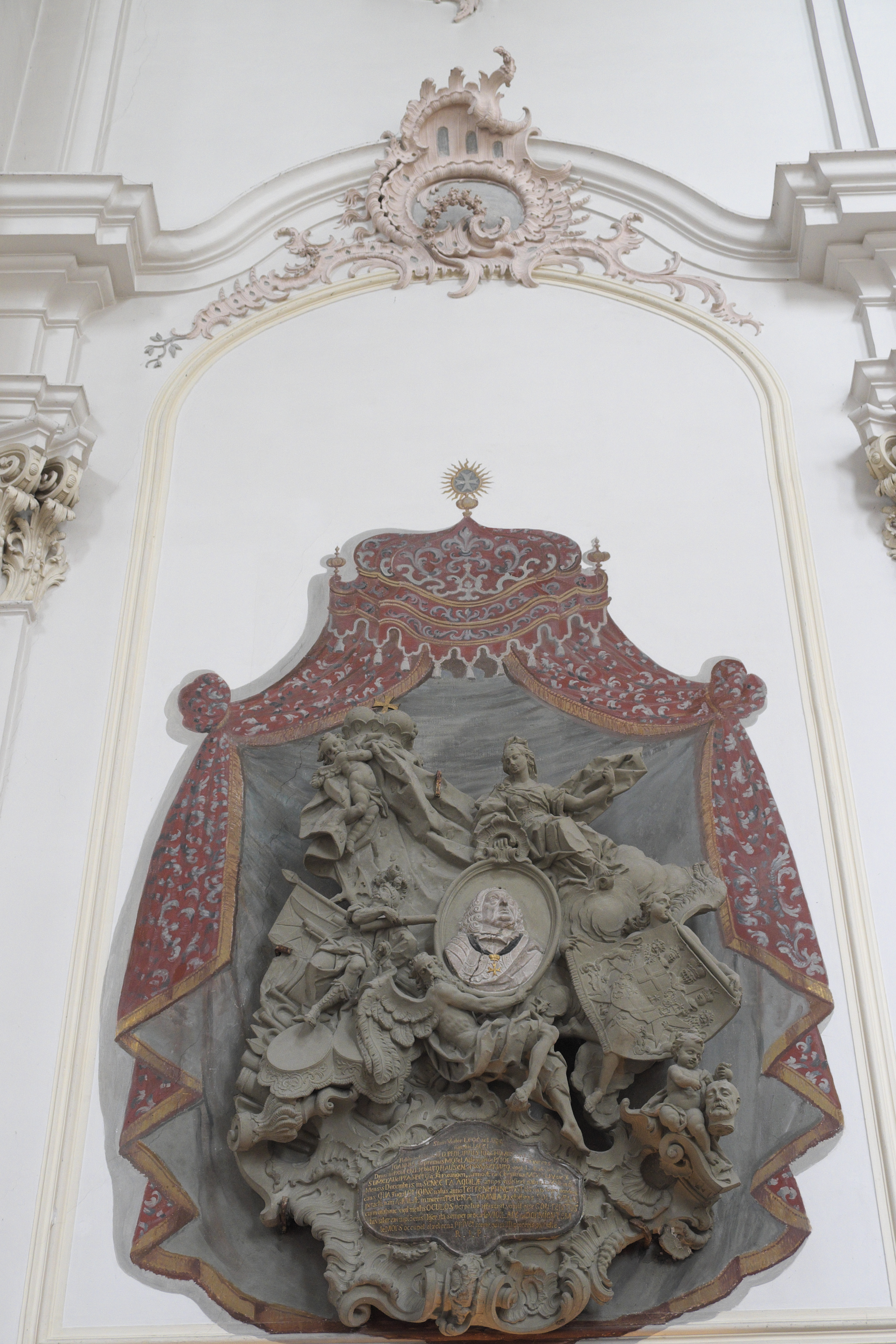
Epitaph von Philipp Joachim Vogt von Altensumerau und Prasberg in der Franziskanerkirche in Überlingen

## Leben
Er stammte aus dem Geschlecht der Vogt von Alten-Sumerau und Prassberg. Das Geschlecht hatte das Erbmarschallamt des Fürststiftes Kempten inne und stand auch in Diensten des Bistums Konstanz. 1674 war das Geschlecht in den österreichischen Freiherrenstand erhoben worden.
Philipp Joachim wurde am 26. Januar 1678 als das 14. Kind des Franz Rudolf von Alten-Sumerau und Prassberg und der Maria Ursula von Ulm in Markdorf geboren. Am 22. November 1695 erfolgte die Aufschwörung in den Orden. Nach den Dienstjahren in Malta wurde er 1704 Komtur in Überlingen (bis 1715). Von 1721 bis 1728 war er Komtur der Kommende in Rothenburg ob der Tauber. Am 10. Dezember 1738 wurde er zum Großbailli ernannt, und am 9. Juli 1744 wurde er (Titular-)Prior von Ungarn. Von 1750 bis 1754 war er auch Komtur der Kommenden in Münster und Burgsteinfurt.
Am 15. Februar 1754 wurde Prassberg zum Großprior des deutschen Johanniterordens ernannt, womit er auch gleichzeitig Komtur des Ritterhauses Bubikon wurde. Als Großprior war er damit in den Reichsfürstenstand aufgestiegen. Ihm war nur eine kurze Amtszeit vergönnt, denn er starb schon am 10. Dezember 1754 in Überlingen. In der Franziskanerkirche befindet sich sein Epitaph.